# Palmarès
Der Palmarès [palmaˈʀɛs] bezeichnet im Schweizer Hochdeutsch (lat.-franz. Herkunft) eine listenförmige Rangfolge, eine Aufstellung von Erfolgen oder eine Gewinnerliste.
Das Wort wird in vielfältiger Bedeutung verwendet, bei der die einzelnen Listenpunkte ungeordnet, chronologisch oder nach anderen Kriterien sortiert auftreten können. Als Palmarès bezeichnet man unter anderem die Auflistung
- der Preisträger bei einem Wettbewerb (z. B. eines Filmfestivals oder eines Wissenschaftspreises),
- der Verkaufserfolge eines Künstlers (z. B. eines Schriftstellers oder Musikers),
- der Bestplatzierungen eines Sportlers (z. B. eines Fussballers oder Radrennfahrers) und
- der Besten anhand eines bestimmten Kriteriums (z. B. der schönsten Städte, der renommiertesten Universitäten oder der erfolgreichsten Aktien).

Der aus dem Französischen stammende Begriff wird im Radsport auch in der deutschen Sprache sowie in anderen europäischen Sprachen, z. B. im Italienischen und Rumänischen, verwendet und bezeichnet dort „eine listenförmige Aufstellung der Erfolge eines Fahrers“. 